# Julie Le Breton

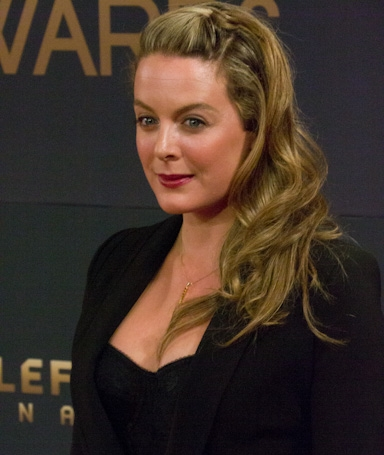
Julie Le Breton, 2012

Julie Le Breton (* 1975 in Arvida, Québec, Kanada) ist eine kanadische Schauspielerin.

## Leben
Le Breton tritt überwiegend in französischsprachigen Fernsehserien und Filmen auf.
Ihr wohl bekanntester Kinofilm ist der dramatische Sportfilm Maurice Richard (2005) über den kanadischen Eishockey-Spieler gleichen Namens. Unter der Regie von Charles Binamé spielte sie die Ehefrau der Hauptfigur, dargestellt von Roy Dupuis. Für ihre Leistung in diesem Film wurde Le Breton im Jahr 2006 beim Prix Jutra als beste Hauptdarstellerin nominiert, und 2007 konnte sie den Genie Award als beste Hauptdarstellerin gewinnen.

## Filmografie (Auswahl)
- 1999: Watatatow (Fernsehserie)
- 2001: Au hasard l'amour
- 2002: Québec-Montréal
- 2003: Déformation personnelle
- 2004: La Peau blanche
- 2004: Dans l'oeil du chat
- 2005: Maurice Richard
- 2005: Maman Last Call
- 2006: Nos étés (Fernsehserie, 5 Folgen)
- 2006: Embarrasse-moi
- 2006: Le Génie du crime
- 2009: Cadavres
- 2010: Une vie qui commence
- 2010–2012: Mauvais Karma (Fernsehserie, 31 Folgen)
- 2011: Starbuck
- 2011: Le bonheur des autres
- 2012: The Good Lie
- 2012: Die Pee-Wees – Rivalen auf dem Eis (Les Pee-Wee 3D: L'hiver qui a changé ma vie)
- 2013: Exil
- 2014: Real Lies (Le vrai du faux)
- 2014: Tokyo Fiancée
- 2014–2017, 2021: Les beaux malaises (Fernsehserie, 38 Folgen)
- 2015: The Killer Inside (Fernsehserie, 5 Folgen)
- 2015: Paul à Québec
- 2016: Chasse-Galerie
- 2016–2021: Les Pays d'en Haut (Fernsehserie, 51 Folgen)
- 2017–2019: Victor Lessard (Fernsehserie, 30 Folgen)
- 2017: Plan B (Fernsehserie, 3 Folgen)
- 2017: De père en flic 2
- 2018: Quand l'amour se creuse un trou
- 2020: Du wirst mich in Erinnerung behalten (Tu te souviendras de moi)
- 2020: Épidémie (Fernsehserie, 10 Folgen)
- 2022: La nuit où Laurier Gaudreault s'est réveillé (Fernsehserie, 5 Folgen)
- 2023: Hurricane F.Y.T.
- 2023: Une Affaire Criminelle (Fernsehserie, 8 Folgen)
- 2024: Complètement Lycée (Fernsehserie, Folge 1x03)
- 2024: IXE-13 et la course à l'uranium (Fernsehserie, 10 Folgen)
- 2024: Tous toqués!
- 2024: Le retour d'Anna Brodeur (Fernsehserie)